# Jan Barrette

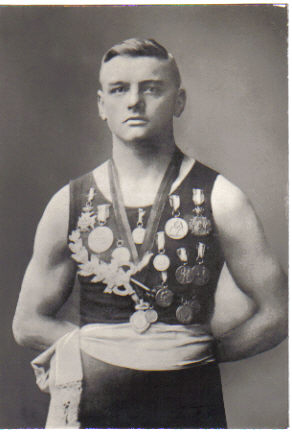
Jan Barrette

Jan  Barrette (Zaandam, 27 februari 1889 – Haarlem, 15 oktober 1929) was een Nederlands worstelaar. Hij is tweemaal Nederlands kampioen geweest en kwam in de periode 1907 tot 1923 regelmatig uit op Nationale en regionale wedstrijden, voornamelijk in Noord-Holland.
Jan Barrette was van beroep kastelein. In de periode 1907 tot 1923 won hij vele toernooien. In 1908 was hij Nederlands kampioen Grieks-Romeins worstelen in de categorie lichtgewicht. In 1911 was hij Nederlands kampioen in de categorie middengewicht. Na zijn actieve loopbaan werd hij scheidsrechter. Hij overleed op 40-jarige leeftijd in zijn woonplaats Haarlem.
Hij werd begraven op de Algemene Begraafplaats Kleverlaan.

## Carrière als worstelaar (Grieks/Romeins)
| Wedstrijd                                                                      | Locatie                             | Categorie     | Prestatie     | Datum               | Plaats        |
| Kampioenschap van Nederland 1907                                               | A.A.C.Hercules, Amsterdam           | lichtgewicht  | 4e plaats     | 24 maart 1907       | Amsterdam     |
| Kampioenschap van Nederland 1908                                               | A.A.C.Arena, Amsterdam              | lichtgewicht  | 1e plaats     | 04 mei 1908         | Amsterdam     |
| Kwalificatiewedstr. Olymp.Spelen 1908 London                                   | het Brongebouw in Haarlem           | lichtgewicht  | uitgeschakeld | 21 juni 1908        | Haarlem       |
| Kampioenschap van Noord Holland                                                | "Sandows", gebouw Plancius          | middengewicht | 2e plaats     | 16 mei 1909         | Amsterdam     |
| Kampioenschap Nederland vrij worstelen                                         | tuin van “het Tolhuis over het IJ”  | middengewicht | 3e plaats     | 5 september 1909    | Amsterdam     |
| Districtswedstr worstelen Amsterdam eo                                         | “Sandows”, gebouw Plancius          | lichtgewicht  | 2e plaats     | 14 november 1909    | Amsterdam     |
| Krachtsport wedstrijden                                                        | in de gemeente Buren                | lichtgewicht  | 2e plaats     | 17 mei 1910         | Buren (Gld)   |
| Sportfeesten voor julileum N.B.L.O.                                            | ’s-Gravenhage                       | lichtgewicht  | 3e plaats     | 31 juli 1910        | ‘s-Gravenhage |
| Kampioenschap van Nederland 1911                                               | onbekend                            | middengewicht | 1e plaats     | onbekend            | onbekend      |
| Districtswedstrijden worstelen Zaandam                                         | Worstelclub “de Halter”             | middengewicht | 2e plaats     | 22 + 29 juni 1913   | Zaandam       |
| Kampioenschap van Nederland 1913                                               | “Achilles”, Arnhem                  | middengewicht | 2e plaats     | 25/26 december 1913 | Arnhem        |
| Kampioenschap Noord Holland 1916                                               | “Ursus”, Watergraafsmeer            | middengewicht | 1e plaats     | 17 december 1916    | Amsterdam     |
| Kampioenschap Noord Nederland 1919                                             | onbekend                            | middengewicht | 1e plaats     | juni 1919           | onbekend      |
| Kampioenschap van Nederland 1919                                               | “Ursus”, Watergraafsmeer            | middengewicht | 2e plaats     | 14 december 1919    | Amsterdam     |
| Worstelwedstrijden in Haarlem                                                  | Haarlemsche Athletenclub “Hercules” | middengewicht | 1e plaats     | 3 oktober 1923      | Haarlem       |
| Worstelwedstrijden in Haarlem + Extra prijs voor de snelste overwinning (1.52) | Haarlemsche Athletenclub “Hercules” | middengewicht | 1e plaats     | 7 november 1923     | Haarlem       |
| Kampioenschap van Nederland 1923                                               | Athletenclub “Door Oefening Kracht” | middengewicht | uitgeschakeld | 25 november 1923    | Amsterdam     |

## Nederlands kampioen worstelen
| Onderdeel               | Jaar |
| Categorie Lichtgewicht  | 1908 |
| Categorie Middengewicht | 1911 |